# 東久留米市立西中学校
東久留米市立西中学校（ひがしくるめしりつ にしちゅうがっこう）は、東京都東久留米市滝山にある公立中学校。

## 概要
通称「西中」（にしちゅう）。ハンドボールの名門校の一つで、ハンドボール部は男女とも関東地区大会や全国大会への出場・優勝経験もある。

## 沿革

### 経緯
1968年、久留米町議会にて西中学校設立が決定し、町立久留米中学校（現在の東久留米市立久留米中学校）にて授業を開始する。同年12月に新校舎が完成、現在地へ移転した。1970年に久留米町が市制施行し東久留米市となったことで、現在の校名である東久留米市立西中学校に改称した。

### 年表
- 1968年
  - 5月7日 - 校舎建設起工式・創立記念日
  - 9月1日 - 久留米町立久留米中学校（現在の東久留米市立久留米中学校）にて授業開始
  - 12月16日 - 新校舎へ移転
- 1969年4月6日 - 第一回入学式を挙行（128名）
- 1970年10月1日 - 北多摩郡久留米町が市制施行し東久留米市となったことで、東久留米市立西中学校と改称

## 部活動

### 部活動一覧
| 運動部 - 野球部 - サッカー部 - ソフトテニス部 - 男子ハンドボール部 - 女子ハンドボール部 - 女子バスケットボール部 - 男子バレーボール部 - 女子バレーボール部 - 卓球部 - 女子ソフトボール部 | 文化部 - 美術・イラスト部 - 音楽部 - ハンドメイド部 - 園芸部 |

### ハンドボール部
ハンドボール部は関東大会や全国大会で優勝経験を持つ。
- 2003年
  - 8月7日 - 女子、関東大会準優勝
  - 8月16日 - 女子、全国大会出場
- 2004年
  - 8月6日 - 女子、関東大会第3位
  - 8月21日 - 女子、全国大会ベスト8
- 2005年
  - 8月9日 - 女子、関東大会優勝
  - 8月24日 - 女子、全国大会優勝
- 2006年
  - 8月10日 - 女子、関東大会優勝。男子、関東大会第3位
  - 8月20日 - 女子、全国大会優勝。男子、全国大会出場
- 2007年
  - 8月9日 - 女子、関東大会優勝
  - 8月23日 - 女子、全国大会優勝
- 2008年
  - 8月10日 - 男子、関東大会優勝
  - 8月19日 - 男子、全国大会ベスト8
- 2009年
  - 8月8日 - 女子、関東大会優勝
  - 8月23日 - 女子、全国大会出場
- 2010年
  - 7月21日 - 女子、都大会優勝。男子、都大会優勝
  - 8月9日 - 女子、関東大会優勝。男子、関東大会3位
  - 8月20日 - 女子、全国大会出場。男子、全国大会出場
- 2011年
  - 7月27日 - 女子、都大会優勝
  - 8月10日 - 女子、関東大会優勝
  - 8月20日 - 女子、全国大会優勝
- 2012年
  - 8月9日 - 女子、関東大会準優勝

## 通学区域
- 東久留米市
  - 前沢三丁目〜五丁目
  - 滝山一丁目〜五丁目、六丁目（1番〜2番）、七丁目（1番〜20番）
  - 弥生一丁目〜二丁目

## 進学前小学校
- 東久留米市立第九小学校
- 東久留米市立南町小学校
- 東久留米市立第七小学校

## 交通アクセス
- バス
  - 西武バス「滝山三丁目」停留所より徒歩5分。「前沢四丁目」停留所より徒歩7分。
- 鉄道
  - 西武新宿線 花小金井駅下車、バスに乗り換え。
  - 西武池袋線 東久留米駅下車、バスに乗り換え。